# Odontopeltis grantii
Odontopeltis grantii är en mångfotingart som beskrevs av Pocock 1899. Odontopeltis grantii ingår i släktet Odontopeltis och familjen Chelodesmidae. Inga underarter finns listade i Catalogue of Life.